# Bataille de Niš (1915)
Pour les articles homonymes, voir Bataille de Niš.
Campagne de Serbie (1914) du front des Balkans lors de la Première Guerre mondiale
Batailles
Front des Balkans
- Front austro-serbe : Campagne de Serbie (7-1914)
- Campagne de Serbie (10-1915)
- Le Cer (8-1914)
- La Kolubara (9-1914)
- Salonique (10-1915
- Krivolak (10-1915)
- Kosovo (11-1915)
- Kosturino (12-1915)
- 1re Doiran (8-1916)
- Strymon (8-1916)
- Kaïmatchalan (9-1916)
- 1re Monastir (9-1916)
- 2e Monastir (3-1917)
- 2e Doiran (4-1917)
- Skra-di-Legen (5-1918)
- Vardar (9-1918)
- Dobropolje (9-1918)
- 3e Doiran (9-1918)
- Uskub (9-1918)
- Campagne de Serbie (9-1918)

Front d'Europe de l'Ouest
Front italien
Front d'Europe de l'Est
Front africain
Front du Moyen-Orient
Bataille de l'Atlantique
La bataille de Niš est un engagement militaire opposant les armées conjointes du Royaume bulgare et de l'Empire allemand au Royaume de Serbie en novembre 1915, lors de l'offensive de la Morava des puissances centrales de la Première Guerre mondiale. La ville de Niš, servant de capitale du royaume serbe après la chute de Belgrade (en), est capturée entre le 4 et le 5 novembre 1915 par les forces de la 9e division de Pleven de la première armée bulgare (en). La chute de Niš a un énorme impact psychologique sur les deux camps combattants : les serbes sont contraints de poursuivre leur Grande Retraite (en), pour les puissances centrales la victoire élimine le dernier obstacle à l'exploitation de la ligne ferroviaire Berlin-Bagdad, la plus courte liaison ferroviaire entre l'Allemagne, l'Autriche-Hongrie et l'Empire ottoman.

## Contexte

### Campagne serbe
Au début du mois d'octobre 1915, les armées austro-hongroises, soutenues par les troupes allemandes, lancent une offensive de grande envergure contre la Serbie avec une force combinée de plus de 600 000 soldats. L'énorme supériorité numérique et technologique provoque un effondrement rapide de la défense serbe : entre le 5 et le 16 octobre 1915, Belgrade, capitale de la Serbie, est prise après d'intenses affrontements forçant les soldats serbes, les civils et aussi le gouvernement à fuir plus au sud. Le cabinet serbe dirigé par le Premier ministre Nikola Pašić a déjà déplacé ses bureaux au palais de Niš le 26 juillet 1914, l'une des plus grandes villes du pays, située à environ 230 kilomètres au sud-est de Belgrade, suffisamment loin du front. La ville est protégée par la forteresse de Niš, principale citadelle du site de défense, et aussi par quelques postes défensifs dans les faubourgs de la ville.

### Offensive de la Morava
Le 14 octobre 1915, la Bulgarie, alliée des puissances centrales et rivale de la Serbie lors de la Seconde Guerre balkanique de 1913, rejoint la guerre contre la Serbie en lançant l'offensive de la Morava. L'opération menée par les forces de la première armée bulgare commandée par le général Kliment Boyadjiev est retardée en raison des mauvaises conditions météorologiques et du terrain impraticable. Malgré la résistance désespérée des unités serbes, leur défense est brisée après le retrait de leurs postes près de la ville de Knjaževac sous la pression de la huitième division d'infanterie bulgare de Tunjan. Cela force les unités serbes à se retirer de la forteresse de Pirot le 14 octobre, où les bulgares capturent environ 1 500 prisonniers serbes et 14 canons. Après cette percée, la première armée poursuit son avance vers Niš, la capitale provisoire de l'ennemi.

## Bataille

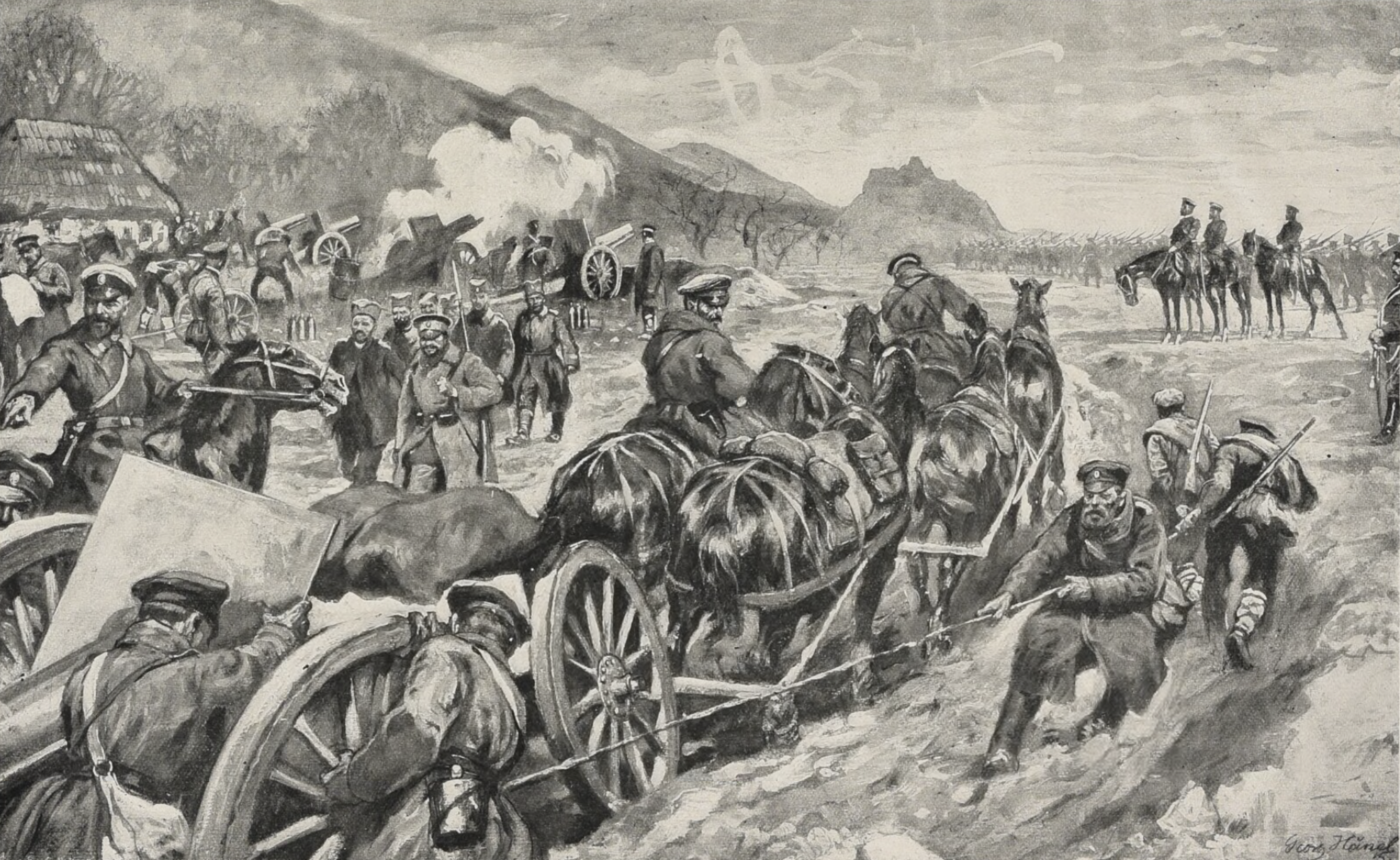
L'artillerie bulgare bombarde les forts extérieurs de Niš (illustration de Georg Hänel, 1915).

La défense de la ville est cruciale après la chute de la forteresse d'Aleksinac à la fin du mois d'octobre 1915. Le 4 novembre, après de violents combats et des bombardements d'artillerie bulgares, la première armée bulgare atteint les faubourgs de Niš. L'assaut sur la ville est lancé simultanément par des parties des groupes nord et est des forces bulgares. La ligne défensive de la forteresse de Niš est finalement percée à 15 h 0 par le quatrième régiment d'infanterie de Pleven de la neuvième division de Pleven avec une attaque frontale à la baïonnette. Les serbes entament alors une retraite chaotique en abandonnant toute la ligne fortifiée.
Les soldats bulgares entrent dans le fort le matin du 5 novembre sans autre résistance, emportant avec eux 42 vieux canons de forteresse, plusieurs milliers de fusils et une grande quantité de munitions, des réserves de nourriture, en plus d'environ 5 000 prisonniers de guerre.
Le 6 novembre, les bulgares entrent en contact avec la 11e armée allemande du général Gallwitz.

## Conséquences

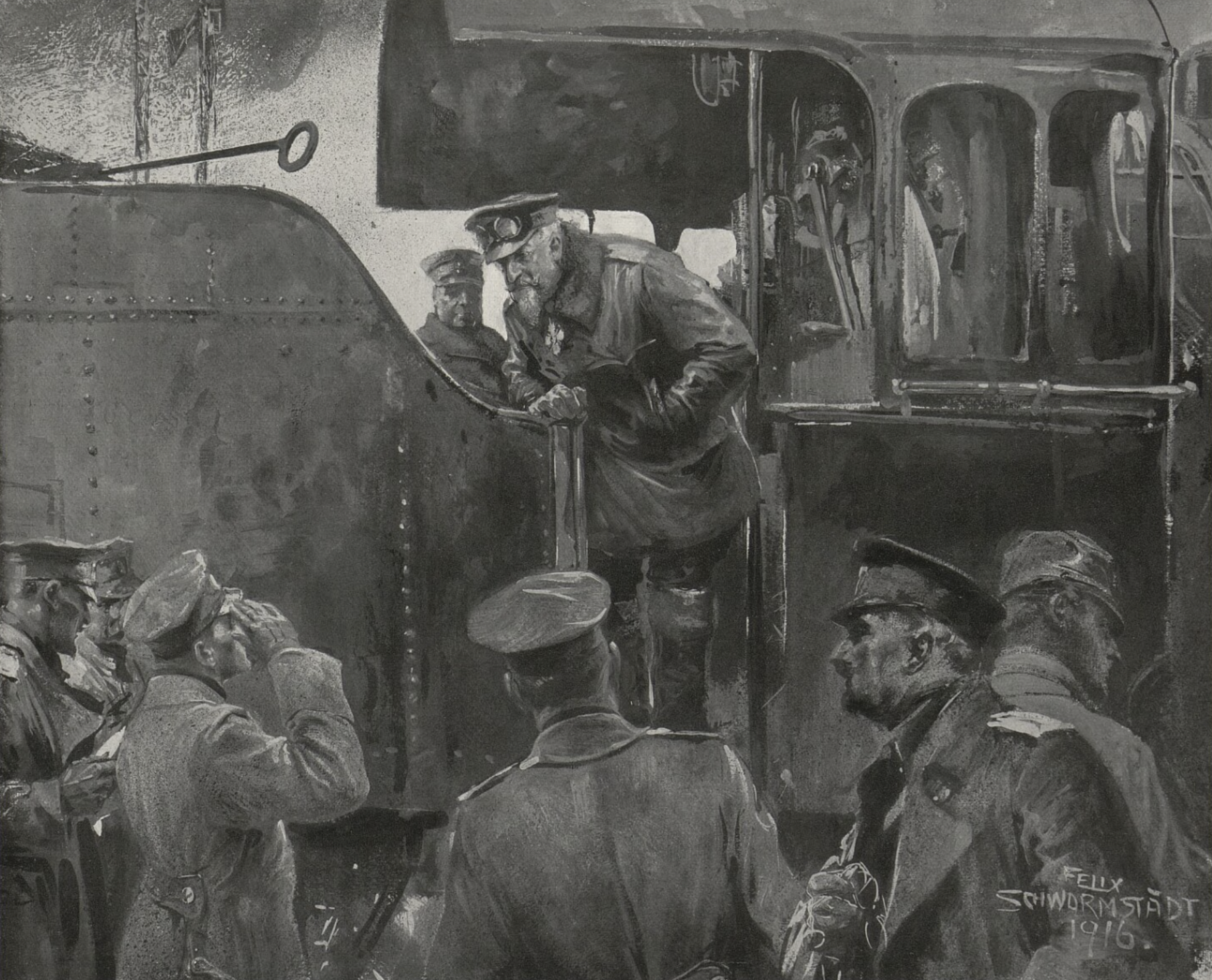
Ferdinand Ier en tant que conducteur de la locomotive du premier train après le rétablissement de la liaison de Sofia à Niš, avant le départ de Sofia (Felix Schwormstädt, 1916).

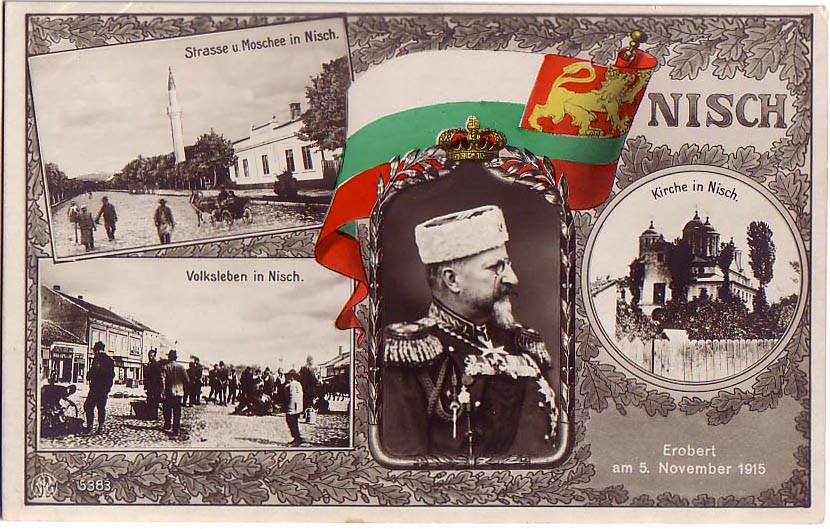
Carte postale de propagande bulgare célébrant la chute de Niš (1915).

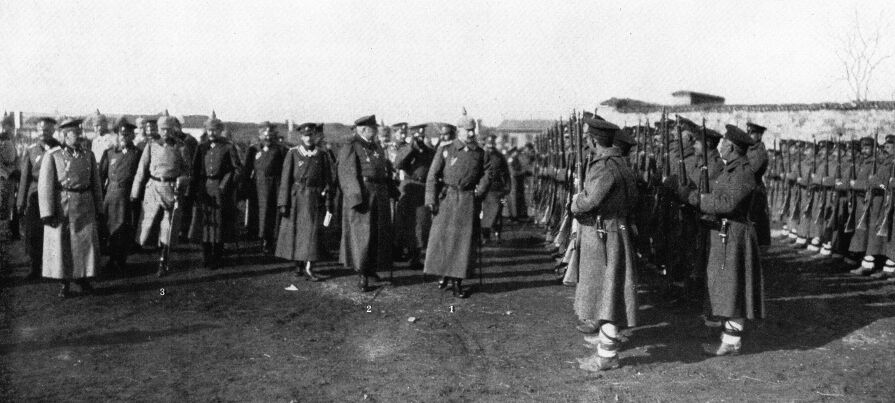
Ferdinand Ier et Guillaume II lors du défilé militaire à Niš, en janvier 1916.

La perte de Niš est une tragédie stratégique majeure pour les défenseurs serbes. L'offensive bulgare coupe la retraite de l'armée serbe vers Thessalonique, où les forces de l'armée de l'Entente cordiale débarquent pour les soutenir. Les unités serbes restantes se retirent honteusement derrière la rivière Morava, où elles peuvent construire des postes défensifs, mettant fin à l'offensive de la Morava. Les armées austro-hongroises, allemandes et bulgares repoussent ensuite les serbes plus loin vers le Kosovo, en hiver 1915/1916 jusqu'aux montagnes d'Albanie, avant d'être finalement évacuées vers l'île de Corfou, tenue par les britanniques.
Pour les puissances centrales, la prise de Niš revêt également une importance stratégique majeure. La ligne ferroviaire Belgrade-Sofia, dont la liaison a été coupée par les serbes en raison du déclenchement de la Première Guerre mondiale à l'été 1914, est alors rouverte et des liaisons ferroviaires régulières sont établies. Cela signifie la réouverture de la liaison ferroviaire Berlin-Bagdad, permettant d'envoyer des troupes et des approvisionnements d'Allemagne ou d'Autriche-Hongrie directement vers la Bulgarie et l'Empire ottoman, ce qui constitue un avantage significatif pour les forces des puissances centrales combattant sur le front mésopotamien.
La victoire est célébrée en Bulgarie comme l'un des plus grands succès du pays pendant la guerre. Le tsar bulgare Ferdinand Ier et son épouse Éléonore arrivent à Niš en janvier 1916 par la voie ferrée restaurée et s'installent au palais de Niš, ancien siège du gouvernement serbe. À cette époque, l'empereur allemand Guillaume II visite également la ville et les deux monarques assistent à un défilé militaire. La bataille de Niš marque également la création d'une zone d'occupation bulgare en Serbie, une période de persécutions massives des serbes par les bulgares.
La ville est finalement libérée à la toute fin de la Première Guerre mondiale, le 11 octobre 1918, après presque trois ans, par les troupes serbes et françaises sous le commandement du général Petar Bojović.